# Panneau de signalisation avancée de direction en France

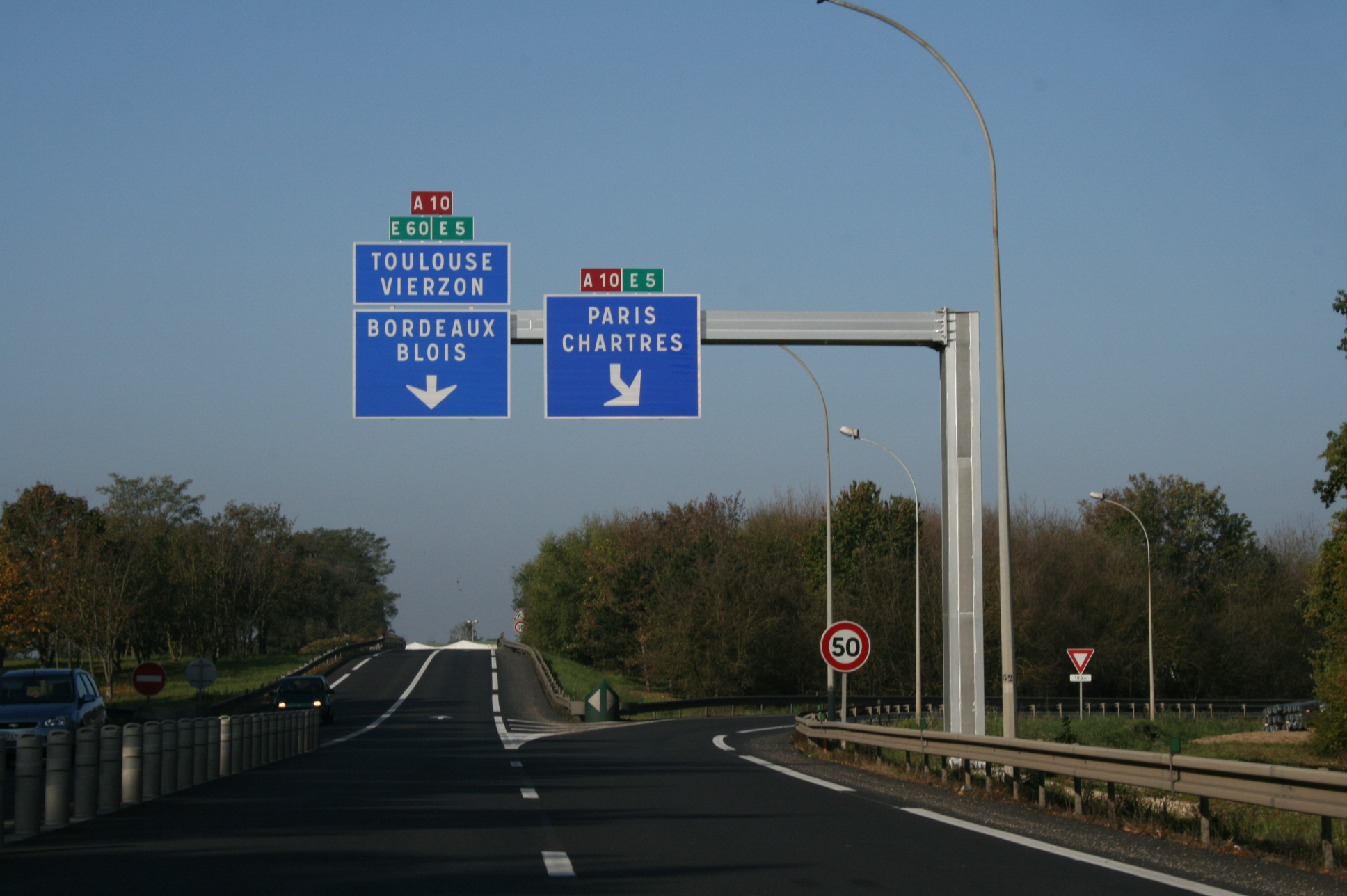
Panneaux Da31c à gauche et Da31f à droite

En signalisation de direction en France, le panneau de signalisation avancée indique l’endroit où l’usager doit commencer sa manœuvre pour s’orienter vers la direction indiquée par la flèche portée sur le panneau. Ces panneaux comportent une flèche de sortie oblique dirigée vers le haut ou vers le bas.

## Histoire
Les autoroutes n’ont été créées qu’en 1955. En outre il n’était fait nulle part mention, dans la loi, de chaussées séparées, contrairement à une opinion couramment répandue. C’est ce qui explique que la signalisation des autoroutes n’a pas fait l’objet d’une attention immédiate.
Ce n’est qu’avec l’instruction du 22 mars 1982, que les panneaux de signalisation avancée apparaissent. Cette instruction a par la suite été modifiée.

## Type D30: sans affectation de voies
Les panneaux de type D30 sont constitués de un ou plusieurs registres empilés de forme rectangulaire.

### D31: sortie ou bifurcation routière ou autoroutière
| Orientation de la flèche | Code | Type d’indication        | Couleur de fond du registre supérieur | Compléments du registre supérieur                                                                 | Illustration |
| ------------------------ | ---- | ------------------------ | ------------------------------------- | ------------------------------------------------------------------------------------------------- | ------------ |
| Vers le haut             | D31b | Sortie non numérotée     | Blanc                                 | Numéro de la voie inscrit dans un encart dont la couleur est liée au statut de la route concernée |              |
| Vers le bas              | D31d | Sortie numérotée         | Blanc                                 | Symbole SE2b ou SE2c d’identification de l’échangeur desservi                                     |              |
| Vers le bas              | D31e | Sortie non numérotée     | Blanc                                 | Numéro de la voie inscrit dans un encart dont la couleur est liée au statut de la route concernée |              |
| Vers le bas              | D31f | Bifurcation autoroutière | Bleu                                  | Numéro de la voie inscrit dans un encart dont la couleur est liée au statut de la route concernée |              |

Sous le registre supérieur se trouvent un ou plusieurs registres qui sont dans l’ordre et de haut en bas à fond bleu, vert, blanc.

### D32: sortie vers une aire de repos
Les panneaux de type D32 comportent la mention « Aire de… » complétée par le nom de l’aire concernée et une flèche de sortie oblique dirigée vers le bas.
- Panneau D32a. Aire sur route
- Panneau D32b. Aire sur autoroute

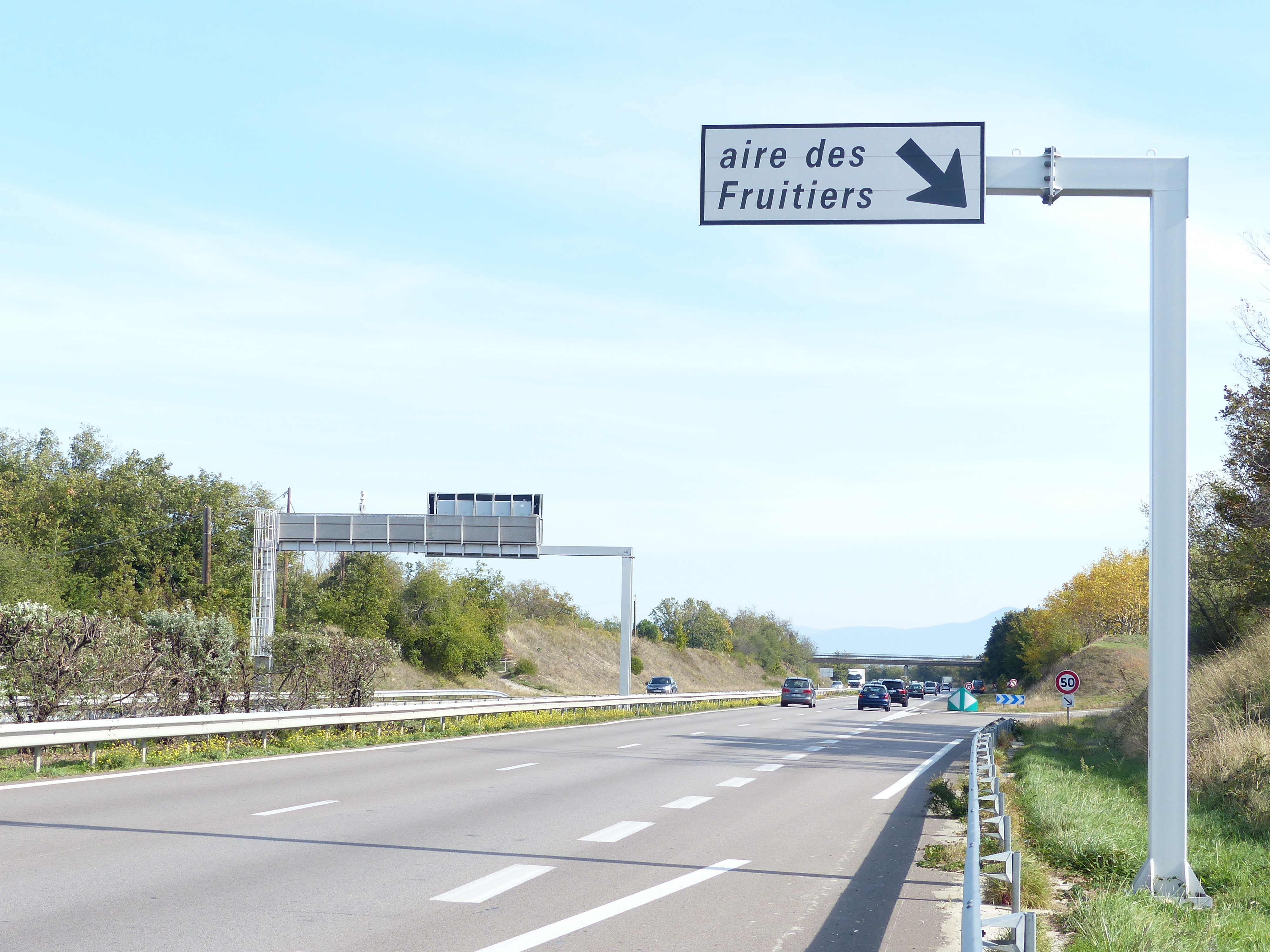
Panneau D32a de l'aire des Fruitiers, route nationale 532.
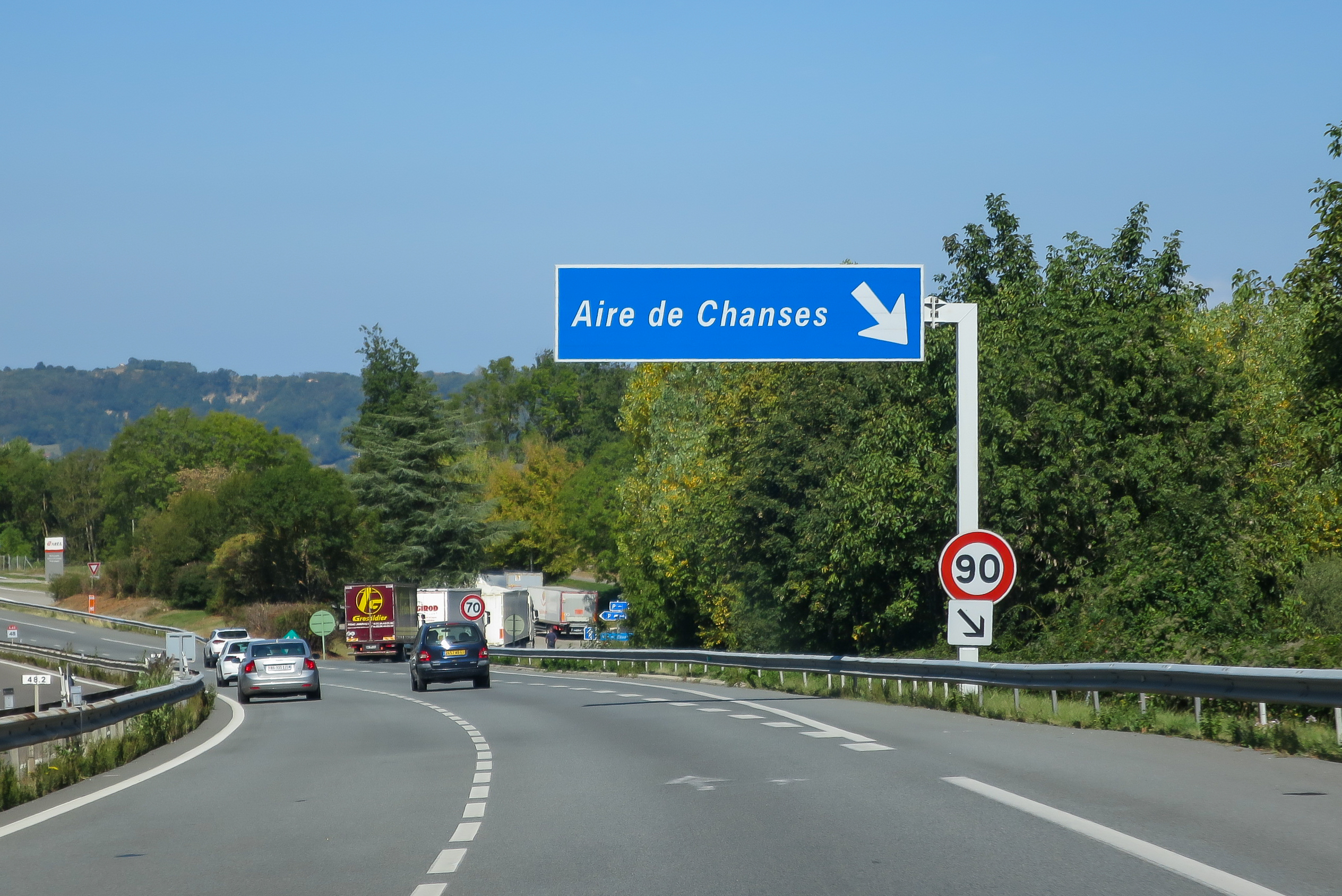
Panneau D32b de l'aire de Chanses, autoroute A48.

## Type Da30: avec affectation de voies
Les panneaux de type Da30 sont utilisés dans le cas d'affectation de voies. Ils indiquent à l’usager passant sous le panneau qu’il se trouve sur la voie correspondant à la direction suivie.
Ils sont implantés au-dessus d'une ou plusieurs voies ne desservant que les mentions signalées et sont situés au point de divergence des voies.
Chaque panneau comporte, par voie concernée, une flèche verticale ou coudée dirigée vers le bas au-dessus de l’axe longitudinal de ladite voie.

### Da31: sortie ou bifurcation routière ou autoroutière
| Type de flèche | Code  | Type d’indication        | Couleur de fond du registre inférieur | Cartouche | Illustration |
| -------------- | ----- | ------------------------ | ------------------------------------- | --- | ------------ |
| Verticale      | Da31a | Sortie numérotée         | Blanc                                 | E40 indiquant la nature et le numéro de la route, complété, le cas échéant, d’un ou plusieurs cartouches européens E41. |              |
| Verticale      | Da31b | Sortie non numérotée     | Blanc                                 | E40 indiquant la nature et le numéro de la route, complété, le cas échéant, d’un ou plusieurs cartouches européens E41. |              |
| Verticale      | Da31c | Bifurcation autoroutière | Bleu                                  | |              |
| Coudée         | Da31d | Sortie numérotée         | Blanc                                 | |              |
| Coudée         | Da31e | Sortie non numérotée     | Blanc                                 | E40 indiquant la nature et le numéro de la route, complété, le cas échéant, d’un ou plusieurs cartouches européens E41. |              |
| Coudée         | Da31f | Bifurcation autoroutière | Bleu                                  | E40 indiquant la nature et le numéro de la route, complété, le cas échéant, d’un ou plusieurs cartouches européens E41. |              |

### Da32: Signalisation d'entrée d'aires de service ou de repos

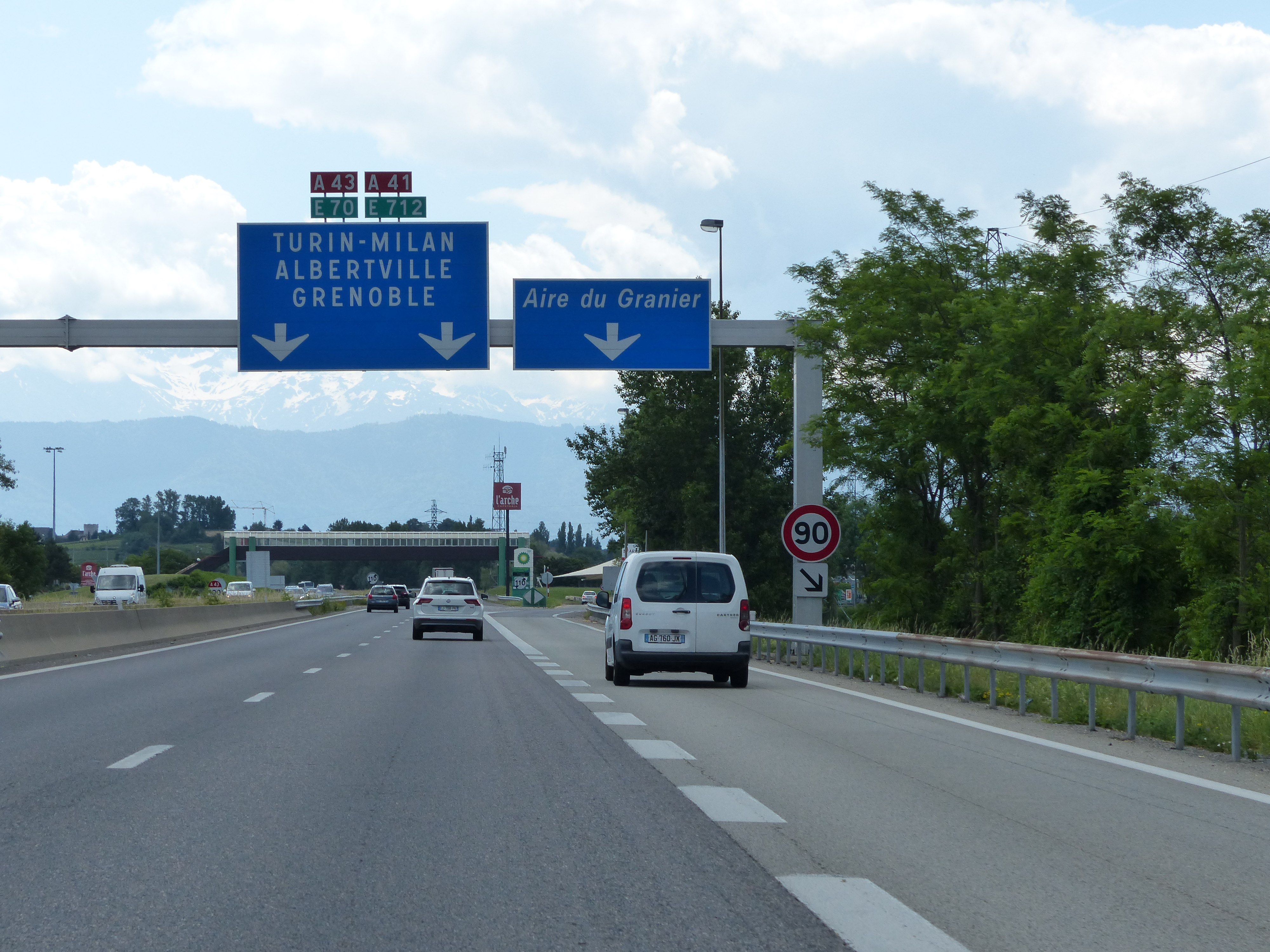
Panneau Da32b Aire du Granier, autoroute A43, Savoie

Les panneaux de type Da32 comportent la mention « Aire de… » complétée par le nom de l’aire concernée et une flèche de sortie verticale dirigée vers le bas.
- Panneau Da32a. Aire sur route
- Panneau Da32b. Aire sur autoroute

## Sources
- Arrêté du 24 novembre 1967 modifié relatif à la signalisation des routes et des autoroutes.
- Instruction interministérielle du 22 mars 1982 relative à la signalisation de direction.
- Norme NF P 98-532-4 - Caractéristiques typologiques des panneaux directionnels - juin 1991